# Sette anni senza di te
Sette anni senza di te (Sept ans après) è un romanzo del 2012 di Guillaume Musso, pubblicato a Parigi dalla XO éditions, tradotto in italiano, serbo e coreano; in Italia è stato pubblicato da Sperling & Kupfer.